# 曲江街道 (西安市)
曲江街道，是中华人民共和国陕西省西安市雁塔區下辖的一个乡镇级行政单位。

## 行政区划
曲江街道下辖以下地区：
新华社区、东曲社区、北池头社区、西曲社区、缪家寨社区、新开门社区、黄渠头社区、陆家寨社区、荣家寨社区、孟村社区、岳家寨社区、三兆村、余王扁村、五典坡村、羊头镇村、春临村、裴家空村和金乎沱村。